# Drobnoustek obrzeżony
Drobnoustek obrzeżony (Nannostomus marginatus) – gatunek słodkowodnej ryby kąsaczokształtne z rodziny smukleniowatych (Lebiasinidae). Bywa hodowany w akwariach.

## Występowanie
Drobnoustek obrzeżony żyje w wodach Gujany.

## Opis
Drobnoustek obrzeżony ma grzbiet oliwkowo-brązowy, brzuch srebrzystobiały. Po bokach przebiegają trzy pasy barwy ciemnobrązowej albo czarnej. Dwa górne przebiegają od pyska do płetwy ogonowej, trzeci, dolny, jest krótki i sięga od podgardla do płetwy odbytowej. Przestrzeń pomiędzy pasami połyskuje złociście, na przejrzystych płetwach znajdują się czerwone plamki. Długość ciała około 3,5 cm.

## Odżywianie
Drobnoustek obrzeżony żywi się każdym rodzajem pokarmu.

## Hodowla w akwarium
Drobnoustek obrzeżony nie wymaga bardzo dużego akwarium. Nadaje się do akwarium zbiorowego, w którym nie ma zbyt dużych ryb. Najlepiej czuje się w towarzystwie pokrewnych gatunków. Akwarium powinno być ocienione pływającymi roślinami oraz mieć ciemne podłoże. Temperatura wody powinna wynosić około 24,5 °C.